# 469 Argentina
469 Argentina este un asteroid din centura principală, descoperit pe 20 februarie 1901, de Luigi Carnera.